# Joseph-Hubert Lacroix
Pour les articles homonymes, voir Lacroix.
Joseph-Hubert Lacroix, né le 27 mai 1743 à Québec et mort le 15 juillet 1821 à Saint-Vincent-de-Paul, est un homme politique canadien. Il est le député d'Effingham de 1792 à 1796 à la chambre d'assemblée du Bas-Canada pour le parti canadien.